# Uraganul Felix (2007)
Uraganul Felix este a șasea furtună și al doilea uragan de categoria 5 din sezonul de cicloane tropicale 2007 din Atlantic. Formându-se dintr-o undă tropicală pe 31 august, trece pe la sudul Insulelor Windward pe 1 septembrie, după care devine din ce în ce mai puternic, obținând statutul de uragan. Pe 2 septembrie, Felix devine un uragan și mai puternic, obținând astfel pe 3 septembrie statutul de uragan de categoria 5. Felix este actualmente localizat în centrul sudic al Mării Caraibelor.